# Mikhaïl Prokhorov
Pour les articles homonymes, voir Prokhorov.
Mikhaïl Dmitrievitch Prokhorov (en russe : Михаил Дмитриевич Прохоров), né le 3 mai 1965 à Moscou, est un homme d'affaires, oligarque et homme politique russe. Il est aussi le propriétaire de l'équipe de basket-ball des Nets de Brooklyn. Il obtient la nationalité israélienne en 2022.

## Biographie

### Famille et formation
Il est né le 3 mai 1965 à Moscou. Son père, Dimitri, travaillait pour le Comité d'État soviétique des sports et sa mère, Tamara, dans la recherche scientifique. Dimitri est issu d'une famille de riches paysans de Sibérie. Il a une sœur aînée, Irina Prokhorova, universitaire spécialiste de la littérature anglaise.
Prokhorov est titulaire d'un diplôme de la faculté des relations économiques internationales de l'Institut d'État des finances de Moscou (1984-1989). 

### Carrière financière
Entre 1989 et 1992, il est chef de département dans la Banque internationale pour le commerce extérieur du Comecon. Après 1992, il intègre le secteur privé. Il préside le conseil d’administration de la banque privée Compagnie internationale financière de 1992 à 1993, puis le conseil d'administration de la banque privée ONEXIM depuis 1993.
En 1993, avec son compatriote Vladimir Potanine, Prokhorov fait l'acquisition de Norilsk Nickel grâce à la banque Onexim, profitant comme tous les oligarques de la privatisation de nombreuses entreprises et conglomérats russes avec la chute de l'URSS. Il tire ainsi sa fortune de son investissement dans le géant russe du nickel Norilsk Nickel dont il est alors le PDG.
Mikhaïl Prokhorov est arrêté le 9 janvier 2007 dans la station de ski de Courchevel avec 25 autres personnes dans le cadre d'une enquête sur un réseau présumé de prostitution. Une information judiciaire le visant est ouverte en septembre 2009, et Prokhorov obtient un non-lieu en 2009,,.
Après l'histoire de Courchevel, les relations entre Prokhorov et Potanine s'enveniment. Potanine engage une procédure de « divorce » économique d’avec Mikhaïl Prokhorov. Cette procédure est très complexe et donne lieu depuis 2007 à plusieurs litiges entre les deux milliardaires. En avril 2007, Prokhorov est écarté du poste de PDG de Norilsk au profit de Potanine.
Mikhaïl Prokhorov est président du conseil d’administration de la compagnie Polyus Gold entre 2006 et 2013 et président de Onexim Group depuis 2007. Il est aussi membre du conseil d’administration de MMC Norilsk Nickel depuis juin 2008. Il contrôle aussi la moitié du capital de la première banque d'affaires russe et du conglomérat médiatique RBC Information Systems.
Mikhaïl Prokhorov détient aussi une partie du capital du journal Rousskyi pionner.
En mars 2011, Mikhaïl Prokhorov est fait chevalier de la Légion d'honneur pour les succès industriels d'Onexim avec les groupes français Dalkia et Bolloré (projet de voiture électrique) ainsi que ses activités philanthropiques,.
À partir de fin 2012, Mikhaïl Prokhorov se désengage peu à peu de ses activités dans le secteur des matières premières et de l'industrie tout en se renforçant dans le secteur financier (en prenant le contrôle de Renaissance Capital, une banque d'investissement). Il vend ses parts (37,8 %) dans Polyus Gold en janvier 2013 à un groupe d'investisseurs dirigé par le milliardaire Suleyman Kerimov pour environ 3,6 milliards de dollars,.
En 2022, Prokhorov obtient la nationalité israélienne.

### Politique
En 2010, Mikhaïl Prokhorov, en tant que directeur du Comité pour le marché du travail et les stratégies d'emploi de l'Union des industriels et entrepreneurs de Russie (le syndicat patronal russe), propose d'allonger la semaine de travail à 60 heures. Les autorités russes réagissent, affirmant que la durée légale resterait au maximum actuel de 40 heures (plus éventuellement 20 heures pour un second emploi).
En mai 2011, Prokhorov accepte de prendre la présidence du parti politique Juste Cause. Cette décision est interprétée comme un soutien à la candidature de Dmitri Medvedev en 2012 en lui attirant l'électorat « du monde de l’entreprise et de la jeunesse qui rêve de réussite matérielle »,. Il est élu à la présidence du parti le 25 juin.
Prokhorov se fixe comme objectif de placer Juste Cause à la deuxième place lors des élections législatives de fin 2011. 
En septembre 2011, il est évincé de la présidence du parti Juste Cause. D'abord analysé comme une tentative médiatique de faire croire qu'il est indépendant du Kremlin, ce renversement est ensuite diversement analysé, soit comme la volonté du Kremlin d'écarter un opposant, soit comme une révolte des anciens caciques du parti laissés sur la touche.
Le 12 décembre 2011, il annonce sa candidature à l'élection présidentielle russe de 2012. Il finit 3e et obtient 7,98 % des voix.
À l'été 2012, il lance un nouveau parti politique, nommé « Plateforme citoyenne ». Le 8 septembre 2013, Ievgueni Roïzman, opposant à Vladimir Poutine et soutenu par le parti, est élu maire de Iekaterinbourg, quatrième ville du pays.

### Sport
Sportif et joueur de basket-ball (il mesure 2 mètres), Prokhorov est depuis 2009 le propriétaire de la franchise de la NBA des Nets du New Jersey (devenus ensuite les Nets de Brooklyn) après un investissement de 200 millions de dollars. Il finance la construction de leur nouvelle salle, dans le quartier de Brooklyn. Ce projet porterait sur une somme de 700 millions de dollars. Il gère les Nets avec deux autres actionnaires : Bruce Ratner (en) et Jay-Z.
Mikhaïl Prokhorov est ambassadeur de Peace and Sport, organisation internationale basée à Monaco et œuvrant pour la construction d'une paix durable grâce au sport.
Il a dirigé le club de basket CSKA Moscou.
De 2008 à 2014, Mikhaïl Prokhorov est président de l'Union de biathlon russe.
En 2017, Prokhorov vend 49 % des parts des Nets de Brooklyn à Joseph Tsai. Prokhorov reste l'actionnaire majoritaire des Nets mais la vente comprend une clause permettant à Tsai d'acquérir la majorité en 2021. Cette vente ne comprend pas le Barclays Center, la salle des Nets, dont Prokhorov est aussi propriétaire.

## Fortune
En 2008, Mikhaïl Prokhorov est à la tête d'une fortune de 19,5 milliards de dollars, ce qui le place à la 24e place de la liste des milliardaires du monde en 2008 d'après le magazine Forbes.
À la suite du divorce d’avec son ex-partenaire en affaires Vladimir Potanine et de la crise économique mondiale, la fortune de Mikhaïl Prokhorov a été estimée en 2009 à 9,5 milliards de dollars d'après le magazine Forbes ; il a perdu en une année presque la moitié de son immense fortune. Il descend à la 40e place des gens les plus riches du monde et occupe la première place parmi tous les milliardaires russes.
En 2010, Prokhorov grimpe une marche pour se placer 39e sur l’échelle mondiale des milliardaires avec 13,4 milliards de dollars de fortune personnelle, estimée selon Forbes.

### Mécénat
Mikhaïl Prokhorov fonde en 2004 une organisation non lucrative et non commerciale « Fondation philanthropique Mikhaïl Prokhorov » pour réaliser les projets à long terme et socialement importants dans les domaines de la culture et de l’éducation dans la région de Krasnoïarsk en Sibérie centrale. Cette fondation est dirigée par sa sœur Irina Prokhorova.

## Controverses

### Villa Leopolda
En juillet 2008, Prokhorov se porte acquéreur de la Villa Léopolda à Villefranche-sur-Mer, appartenant à Lily Safra, veuve du milliardaire suisse d'origine libanaise Edmond Safra. Le coût estimé de la villa est alors de 390 millions d'euros, ce qui en fait la villa la plus chère au monde. Il dépose une caution de 39 millions d'euros puis renonce finalement à cet achat après le retournement du marché immobilier mondial.
La presse prétend que le coût de l'achat est de 496 millions. Prokhorov a longtemps nié avoir voulu acheter la villa.
Le 1er mars 2010, le tribunal de grande instance de Nice décide que la propriétaire, Lily Safra, conserve les 39 millions d'euros d'arrhes. À cette occasion, on apprend que le montant de la vente était de 370 millions d'euros.

### Procès contre Grigory Rodchenkov
Le 7 décembre 2017, il est rapporté que Prokhorov avait versé à un athlète olympique russe des millions de roubles en argent caché pour ne pas révéler le schéma de dopage élaboré par la Russie. Prokhorov dirigeait l'Union de biathlon russe de 2008 à 2014 et offrait des services juridiques aux biathlètes russes disqualifiés.
Après la suspension de la Russie des Jeux olympiques d'hiver de 2018 et le retrait des médailles de plusieurs athlètes russes, Prokorov a accepté en février 2018 de financer un procès en diffamation à New York contre Grigory Rodchenkov, l'ancien cerveau du programme de dopage olympique parrainé par l'État russe. La poursuite affirme que Rodchenkov a diffamé trois biathlètes russes - Olga Zaïtseva, Iana Romanova et Olga Vilukhina - lorsque Rodchenkov les a inclus sur une liste d'athlètes ayant pris des drogues améliorant la performance dans le cadre d'un programme contrôlé par l'État qui a corrompu les Jeux olympiques d'hiver de 2014 à Sotchi. Les femmes, dépossédées de la médaille d’argent remportée dans le cadre du relais, réclament dix millions de dollars de dommages et intérêts.
En avril 2018, Rodchenkov, par l'intermédiaire de son avocat, Jim Walden, a attaqué Prokhorov en vertu de la loi anti-SLAPP de New York, affirmant que la plainte de Prokhorov était frivole et visait à limiter les droits d'un individu au premier amendement. Selon des rapports publiés, la poursuite avait pour but de faire connaitre les noms d'autres personnes qui financent le procès contre Rodchenkov, ainsi que des informations sur les avoirs de Prokhorov.
Walden a déclaré qu'il pensait que le procès intenté par Prokhorov avait pour but de révéler où se trouvait Rodchenkov aux États-Unis et de permettre aux agents du gouvernement russe de le retrouver.